# サン・マロ襲撃 (1758年)
サン・マロ襲撃（サン・マロしゅうげき、英語: Raid on St Malo）は七年戦争中の1758年6月、イギリス軍による水陸両用作戦。イギリス軍はブルターニュ地方のサン・マロに遠征して上陸、1週間後に撤収した。計画にあったサン・マロ自体への襲撃は取りやめたが、多くの貨物を破壊した。第3代マールバラ公爵とサックビル卿がイギリス陸軍の指揮を執った一方、リチャード・ハウが艦隊を率いた。

## 背景
イギリスのドイツにおける同盟国（主にプロイセン王国）を支持して、ウィリアム・ピットは目逸らしとしての水陸両用作戦を思いついた。1757年の大規模なロシュフォール襲撃において、イギリスはフランスのエクス島を占領したが、ロシュフォール自体への攻撃ができないまま撤退した。ピットは敗因が指揮官にあると考え、翌年に再びフランス海岸に遠征する計画を立てた。

## 襲撃
1758年のはじめ、イギリス内閣は次の襲撃を計画、ワイト島に軍を集結させた。ピットはロシュフォール遠征の失敗を反省して新しい上陸用艦艇を設計、また軍の招集の仕方を改善して集結に要する時間を短縮した。次なる目的地に漁業と私掠船の港であるサン・マロが選ばれたが、これはイギリス軍が英仏海峡に留まり、フランスによる本土侵攻がおきた場合に素早く戻れることを見込んでの選択であった。

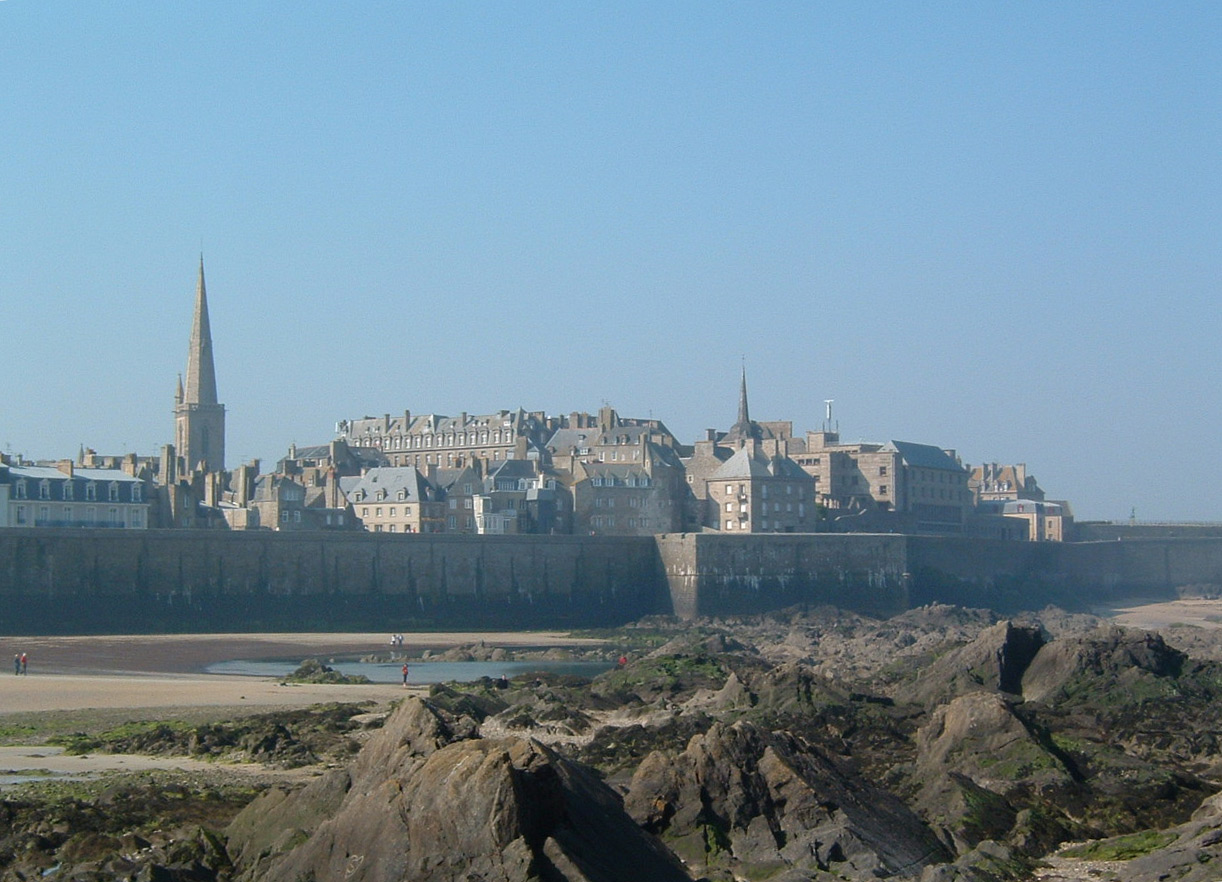
現代のサン・マロ

6月1日に出航した遠征軍は5日にサン・マロ近くのカンカル湾に到着、その夜に陸軍が上陸した。サン・マロは土手道の先にあったが、イギリス軍はその淡水源を切断しようとした。上陸してすぐ、フランスの砲兵部隊が上陸軍を攻撃したが、イギリス艦隊の砲撃で撃退された。続いて上陸軍はサン・マロへ進軍したが、街を占領するには大規模な包囲戦が必要ということがわかった。その時間がないイギリス軍は代わりに近くのサン・セルヴァン港を占領、私掠船30隻とほかの船舶100隻を燃やした。
東のドル＝ド＝ブルターニュに派遣された偵察部隊が相当の規模のフランス軍が接近していることを報告すると、マールバラ公は撤退を決断、11日から12日に遠征軍が再び乗船した。
遠征軍はその後1週間以上サン・マロ沖に留まり、ル・アーヴル、カーン、シェルブール＝オクトヴィルなど次なる目標を検討したが、いずれも実現しないまま、悪天候と補給の不足によりマールバラは帰国を決定、ポーツマスへ戻った。

## その後

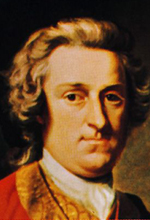
遠征の指揮官第3代マールバラ公爵。彼は後にドイツへの派遣軍の指揮も執った。

遠征軍はサン・マロの占領に失敗したが、遠征自体は成功と考えられた。遠征軍が出発した時点でフランス軍はすでに気づいていたが、そのときはイギリス軍がフランドルへ向かって丁度ライン川を渡ったフェルディナント・フォン・ブラウンシュヴァイク＝ヴォルフェンビュッテル率いるドイツ軍と合流することを警戒した。目標がサン・マロであることがわかると、フランスは逆に安心した。しかし、ロシュフォール襲撃と同じく、海岸への奇襲攻撃はフランスに沿岸警備への関心を高めさせ、その結果フランスの沿岸警備軍は年を越すごとに数を増やしていった。
同年8月のシェルブール襲撃が成功を収めたことで、トマス・ブライ率いるイギリス軍は9月に再びサン・マロを襲撃したが、今度はフランス軍に目をつけられ、サン＝カスの戦いを経て辛くも脱出したという結果となった。これにより、イギリス軍の襲撃政策は終わり、以降イギリスはドイツへ直接派兵する政策をとるようになった。
また、王太子ジョージの弟エドワード・オーガスタスが次の遠征に参加することが公表された。